# Robert D. Matson
Robert D. Matson (geboren 1962) ist ein amerikanischer Optical Engineer und Amateurastronom, der vor allem für seine Beiträge im Bereich Asteroiden, Kometen Meteoriten und  Astronomie-Software international bekannt ist. Er ist zudem der Autor der Programme SkyMap und Iridflar. Robert Matson ist verheiratet und lebt mit seiner Frau in Irvine, Kalifornien.

## Entdeckungen
Laut dem Minor Planet Center  hat Matson zwischen 2002 und 2009 187 nummerierte Asteroiden entdeckt. Außerdem fand er bis Juni 2015 104 Kometen, von denen er acht in Gemeinschaftsarbeit mit anderen Co-Entdeckern zusammen entdeckte.
| (78432) Helensailer    | 29. August 2002    |
| (78578) Donpettit      | 14. September 2002 |
| (84095) Davidjohn      | 20. August 2002}   |
| (84224) Kyte           | 9. September 2002  |
| (84225) Verish         | 12. September 2002 |
| (99905) Jeffgrossman   | 27. August 2002    |
| (112900) Tonyhoffman   | 20. August 2002    |
| (113355) Gessler       | 14. September 2002 |
| (132904) Notkin        | 12. September 2002 |
| (142368) Majden        | 14. September 2002 |
| (142369) Johnhodges    | 14. September 2002 |
| (149243) Dorothynorton | 14. September 2002 |
| (149244) Kriegh        | 14. September 2002 |
| (195998) Skipwilson    | 1. September 2002  |
| (196000) Izzard        | 15. September 2002 |
| (247553) Berndpauli    | 8. September 2002  |

### Entdeckte Kometen
- C/2006 M4 (SWAN) zusammen mit Michael Mattiazzo
- P/2005 T4 (SWAN) (SOHO-1038) in Zusammenarbeit mit Michael Mattiazzo
- C/2009 F6 Yi-SWAN mit dem Südkoreaner Dae-am Yi
- C/2011 Q4 SWAN mit Vladimir Bezugly
- C/2015 C2 SWAN (SOHO-2885) mit Vladimir Bezugly und Michael Mattiazzo
- C/2015 F3 SWAN (SOHO-2892) mit Vladimir Bezugly und Michael Mattiazzo

### Auszeichnungen
- Der Asteroid (73491) Robmatson wurde am 6. März 2004 nach ihm benannt.